# ISO 14044
Die ISO 14044 ist eine Zusammenfassung der bisherigen ISO-Normen 14041 bis 14043 und beschäftigt sich mit dem Thema Ökobilanz.
Eine vollständige Ökobilanz nach der Norm ISO 14040 (aktuelle Ausgabe: 2009-11) umfasst die folgenden Elemente:
- Definition von Ziel und Untersuchungsrahmen (Umfang), ISO 14040

Umweltmanagement – Ökobilanz – Prinzipien und allgemeine Anforderungen
- Sachbilanz, ISO 14041

Umweltmanagement – Ökobilanz – Festlegung des Ziels und des Untersuchungsrahmens sowie Sachbilanz
- Wirkungsabschätzung, ISO 14042

Umweltmanagement – Ökobilanz – Wirkungsabschätzung
- Auswertung, ISO 14043

Umweltmanagement – Ökobilanz – Auswertung
Am 30. Juni 2006 wurde die zweite Edition der ISO 14040 sowie die neue ISO 14044 publiziert. Letztere fasst die bisherigen Einzelnormen ISO 14041 bis 14043 zusammen. Die ISO 14044 stellt gemeinsam mit der neuen ISO 14040 den Standard für eine ISO-konforme Ökobilanzierung dar. Ziel dieser Revision der Normenreihe war eine Vereinfachung durch Zusammenfassung, und dadurch eine verbesserte Lesbarkeit. Die Inhalte blieben weitgehend unverändert. Die Änderung A1 erschien im Mai 2018, A2 im September 2020.
In Deutschland gelten folgende Ausgaben: 
- DIN EN ISO 14040:2021-02 + A1:2020 Umweltmanagement – Ökobilanz – Grundsätze und Rahmenbedingungen
- DIN EN ISO 14044:2021-02 Umweltmanagement - Ökobilanz - Anforderungen und Anleitungen (ISO 14044:2006 + Amd 1:2017 + Amd 2:2020); Deutsche Fassung EN ISO 14044:2006 + A1:2018 + A2:2020